# Alphonse Yanghat
Alphonse Yanghat (* 4. Mai 1957 in Bétou; † 18. April 2018 in Pointe-Noire) war ein Sprinter der Republik Kongo und Teilnehmer bei den Olympischen Spielen 1972 in München.
Er qualifizierte sich mit seiner persönlichen Bestzeit von 10,4 s für die Wettbewerbe über 100 m. Er schied in seinem Vorlauf als Siebter mit einer Zeit von 10,95 s aus. Mit seinem damaligen Alter von 15 Jahren war er der jüngste Teilnehmer, der jemals an diesem Wettbewerb bei Olympischen Spielen teilgenommen hat. Er war auch der jüngste Teilnehmer der Republik Kongo, der bis heute an den Olympischen Spielen teilgenommen hat.